# إغواء القديس أنطونيوس (سلفادور دالي)
إغـواء القـدّيـس انطـونيـوس للفنان الإسباني سلفادور دالي لوحة زيت على قماش بمقاس 89×119 سم أنجزت عام 1946 تصور صراع القديس المسيحي أنطونيوس مع إغراءات الشيطان وليس انتصاره عليه. اللوحة محفوظة في متحف الفنون الجميلة في بلجيكا، براسيل.